# Black Mesa (Arizona)
Black Mesa, (in navajo: Dziłíjiin), detta anche Big Mountain, è un vasto altopiano dell'Arizona nord orientale. 
Inizia a circa 6 km a sud-ovest di Kayenta e si estende per una lunghezza di circa 70 km ed una larghezza di 40–60 km nelle contee di Navajo e Apache. L'altezza massima raggiunta è di 2.490 m s.l.m.
La zona, lungamente contesa fra le tribù indiane di Hopi e Navajo, fa parte attualmente della riserva Navajo.